# Аппертон, Хелен
Хелен Лесли Аппертон (англ. Helen Lesley Upperton, 31 октября 1979, Аль-Ахмеди, Кувейт) — канадская бобслеистка, пилот, выступающая за сборную Канады с 2003 года. Серебряная призёрша Ванкувера, неоднократная победительница этапов Кубка мира.

## Биография
Хелен Аппертон родилась 31 октября 1979 года в кувейтском городе Аль-Ахмеди, где её родители работали в нефтедобывающей отрасли, поэтому имеет двойное гражданство, британское и канадское. Уже с юных лет увлеклась спортом, после школы занималась лёгкой атлетикой, в частности тройными прыжками. По окончании Техасского университета в Остине решила попробовать себя в бобслее и в 2003 году была приглашена в главную национальную команду.
Благодаря череде успешных выступлений в 2006 году Аппертон поехала защищать честь страны на Олимпийские игры в Турин, где в двойке с Хезер Мойс заняла четвёртое место. На Играх 2010 года в Ванкувере разгоняющей Аппертон стала Шелли-Энн Браун вместе им удалось добраться до третьего места и получить бронзовые медали. Победительницами же на этих соревнованиях стали их соотечественницы Кейли Хамфрис и Хезер Мойс, и это был первый на Играх раз, когда канадцы заняли сразу два места на одном подиуме.
Помимо всего прочего, Хелен Аппертон имеет в послужном списке шесть побед на различных этапах Кубка мира, причём в общем зачёте сезона 2005/06 её двухместный экипаж занял второе место, а в 2007/08 — третье. Лучшие результаты на чемпионатах мира показала в 2008 и 2009 годах, на соревнованиях в Альтенберге и Лейк-Плэсиде соответственно, где финишировала четвёртой. Ныне живёт и тренируется в Калгари, замужем за монакским пилотом Патрисом Сервелем.